# Donna Hartley
Donna Hartley-Wass, nacida como Donna-Marie Louise Murray y más formalmente conocida como Donna Hartley (Southampton, 1 de mayo de 1955 – Southampton, 7 de junio de 2013), fue una atleta británica.

## Biografía
Nació en Southampton, Inglaterra en 1955. Fue campeona del sur de Inglaterra, y ganó los 200 metros de la AAAen 1972, ganando posteriormente los 400 metros en 1975. En 1977 fue la campeona del Reino Unido en los 400 metros. En 1977 se casó con el también atleta Bill Hartley, aunque el matrimonio acabó posteriormente en divorcio.
En 1978 ganó dos medallas de oro en los Juegos de la Mancomunidad celebrados en Edmonton, Canadá, donde ganó los 400 metros lisos, y el relevo 4 x 400 metros. En 1979 fue ganadora de la semifinal europea en los 400 metros y en el relevo 4 x 400 metros. También fue finalista en los europeos de 1975 y 1977 en 400 metros y el relevo 4 x 400 metros de nuevo.
En 1980, compitió en los Juegos Olímpicos de Moscú donde ganó la medalla de bronce en el relevo 4 x 400.

## Palmarés
| Año  | Campeonato                | Lugar    | Evento                | Resultado | Rendimiento |
| ---- | ------------------------- | -------- | --------------------- | --------- | ----------- |
| 1978 | Juegos de la Mancomunidad | Edmonton | 400 m                 | 1.ª       | 51.69       |
| 1978 | Juegos de la Mancomunidad | Edmonton | Relevo 4 x 400 metros | 1.ª       | 3:27.19     |
| 1980 | Juegos Olímpicos          | Moscú    | Relevo 4 x 400 metros | 3.ª       | 3:27.50     |